# Point Reyes Station
Point Reyes Station, vroeger Marin en Olema Station genoemd, is een dorp in de Amerikaanse staat Californië. Het ligt in West Marin, de landelijke en dunbevolkte westelijke helft van Marin County, ten noorden van San Francisco. Er wonen ongeveer 350 mensen in het dorp, dat geen gemeentebestuur heeft. Point Reyes Station is ook de naam van een census-designated place (CDP), die zowel het dorp als het omliggende platteland omvat, en die 848 inwoners telt.
De openbare bibliotheek van Marin, Marin County Free Library, heeft een afdeling in Point Reyes Station. Het dorp telt twee wekelijks kranten, The West Marin Citizen en The Point Reyes Light. Die laatste won in 1979 de Pulitzerprijs voor openbare dienstverlening voor haar berichtgeving over de sekte Synanon.

## Geografie

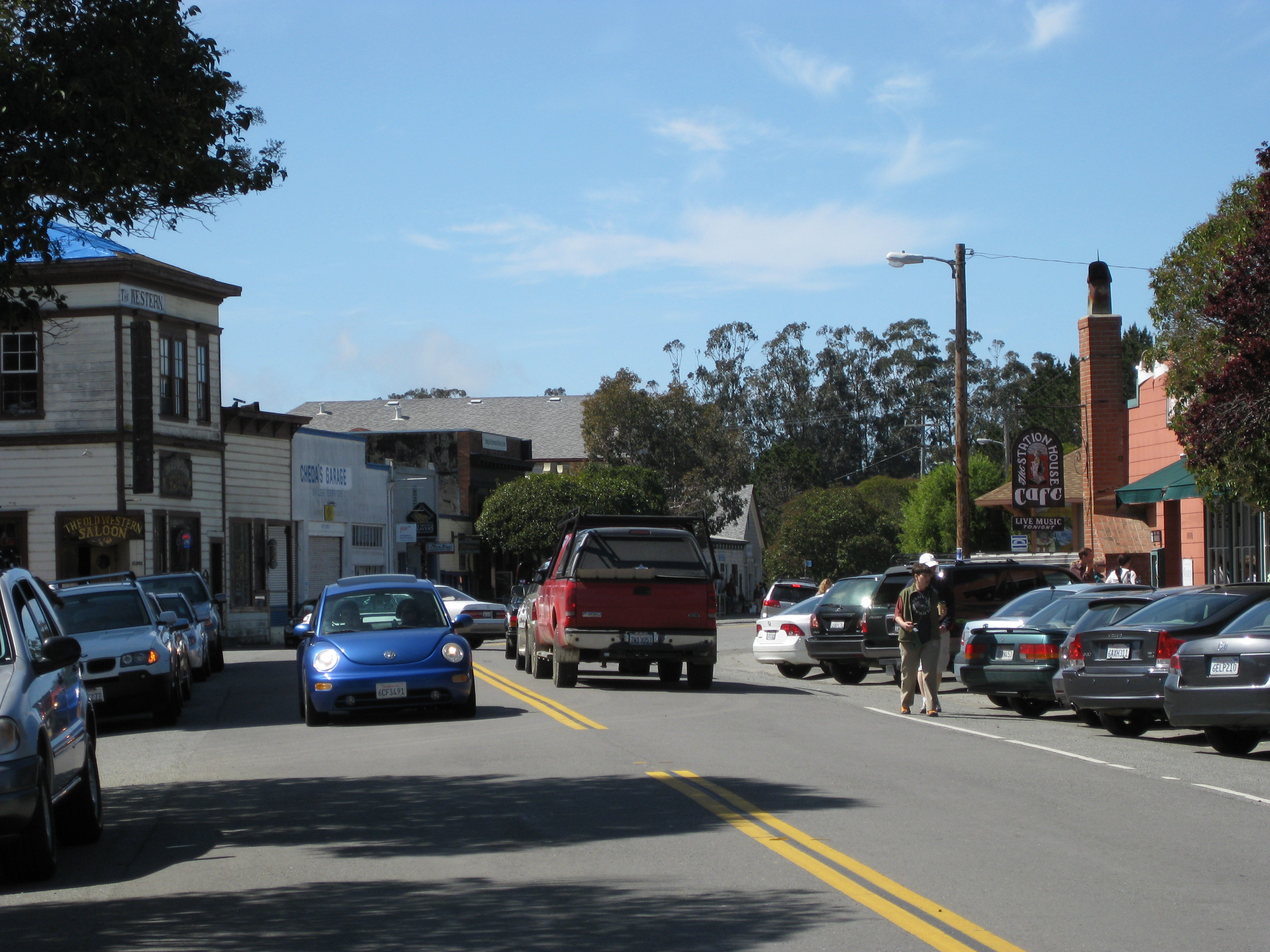
Highway 1, de hoofdweg in hartje Point Reyes Station.

Point Reyes Station ligt aan het zuidoostelijke uiteinde van de Tomales Bay, een smalle baai die het noorden van het schiereiland Point Reyes en de Point Reyes National Seashore van het vasteland van Marin County scheidt. Point Reyes Station ligt net ten oosten van de San Andreasbreuk. Oorspronkelijk lag het dorp echt aan het water en had het een haven, maar door een combinatie van erosie, dammen, verzilting en opzettelijke ophoging ligt Point Reyes Station nu op bijna anderhalve kilometer van de dichtstbijzijnde wad.
Het dorp ligt op 12 meter boven het zeeniveau. De CDP heeft een oppervlakte van 9,36 km² en een bevolkingsdichtheid van 91 inwoners/km².
Point Reyes Station ligt langs de California State Route 1. De weg verbindt het dorp met andere nederzettingen in de omgeving, waaronder Marshall, Tomales en Dillon Beach in het noorden en Olema, Bolinas en Stinson Beach in het zuiden. Zo'n 7 km ten noordwesten van Point Reyes Station ligt Inverness en direct ten westen van Point Reyes Station ligt Inverness Park. De Sir Francis Drake Boulevard en Point Reyes Petaluma Road verbinden de omgeving van Point Reyes Station met het oosten van Marin en Sonoma County.

## Demografie
Volgens het United States Census Bureau woonden er in 2010 in de CDP Point Reyes Station 848 mensen, tegenover 818 in 2000. Van die mensen was 85,5% blank, 1,2% Aziatisch, 0,8% Afro-Amerikaans, 0,4% van de inheemse bevolking, 8,6% van een andere origine en 3,5% van twee of meer rassen. Van de totale bevolking gaf 18,3% aan Hispanic of Latino te zijn..

## Bekende inwoners
- Fairuza Balk, actrice
- John Korty, filmmaker
- David V. Mitchell, journalist en redacteur
- Emmanuel Vaughan-Lee, muzikant en filmmaker